# You're My Best Friend
„You're My Best Friend“ е песен написана от Джон Дийкън и изпълнена от британската рок група Куийн. Първоначално песента е включена в албума A Night at the Opera от 1975 година, а по-късно е издадена и като сингъл. „You're My Best Friend“ се появява в албума записан на живо Live Killers (1979) и компилацията Greatest Hits (1981).

## Куийн за песента
Групата отговоря на Том Браун на 24 декември 1977 година на живо в интервю за „BBC Radio One“:
| „           | Фреди не харесваше електрическото пиано, така че аз го прибрах и аз започнах да се уча на него и в общи линии е това, започнах да се уча да свиря на пиано. Песента е написана на този инструмент и звучи най-добре на него. | “ |
| Джон Дийкън | |   |

| „             | Аз отказах да свиря проклетото нещо („Wurlitzer“). То е малко и ужасно и не го харесвам. Защо да свириш на тези неща, когато имаш превъзходен роял? Не мисля, че общо взето това което той [Дийкън] се опитва да каже, е желаният ефект. | “ |
| Фреди Меркюри | |   |

## Музиканти
- Фреди Меркюри: вокали, задни вокали
- Брайън Мей: китари, задни вокали
- Джон Дийкън: бас китара, електрическо пиано
- Роджър Тейлър: барабани, задни вокали